# Баймухаметов, Губай Яндовлетович
Губай Яндовлетович Баймухаметов (1925—1989) — советский военнослужащий. В Рабоче-крестьянской Красной Армии и Советской Армии служил с января 1943 года по март 1949 года. Воинские специальности — пулемётчик и стрелок. Участник Великой Отечественной войны. Полный кавалер ордена Славы. Воинское звание на момент демобилизации — старший сержант. С 1965 года старшина запаса.

## Биография

### До Великой Отечественной войны
Губай Яндовлетович Баймухаметов родился 10 июня 1925 года в губернском городе Оренбурге РСФСР СССР (ныне административный центр Оренбургской области Российской Федерации) в семье рабочего. Татарин. В 1930-х годах жил в селе Сакмара под Оренбургом. В 1937 году окончил четыре класса Сакмарской средней школы. После смерти родителей воспитывался в детском доме, где завершил неполное среднее образование. Профессиональное образование получил на курсах водителей. До призыва на военную службу работал комбайнером в совхозе.

### Орден Славы III степени
В ряды Рабоче-крестьянской Красной Армии Г. Я. Баймухаметов был призван Чкаловским районным военкоматом Чкаловской области 1 января 1943 года. Прошёл военную подготовку в учебном лагере. В боях с немецко-фашистскими захватчиками красноармеец Баймухаметов с августа 1943 года в должности пулемётчика 968-го стрелкового полка 230-й стрелковой дивизии 5-й ударной армии Южного фронта. Боевое крещение принял в Донбасской операции. Освобождал Сталино, Пологи, участвовал в боях в левобережном Приднепровье. 27 сентября в ходе Мелитопольской операции Габай Яндовлетович был ранен и эвакуирован в армейский госпиталь.
В свой полк Г. Я. Баймухаметов вернулся в ноябре 1943 года и был определён пулемётчиком в 1-ю роту 1-го стрелкового батальона. Зимой 1944 года принимал участие в ликвидации никопольского плацдарма немцев. После успешного завершения Никопольско-Криворожской операции 230-я стрелковая дивизия в составе 57-й армии 3-го Украинского фронта освобождала Правобережную Украину в ходе Березнеговато-Снигирёвской и Одесской операций. Красноармеец Г. Я. Баймухаметов особенно отличился в боях за удержание плацдарма на правом берегу Днестра.

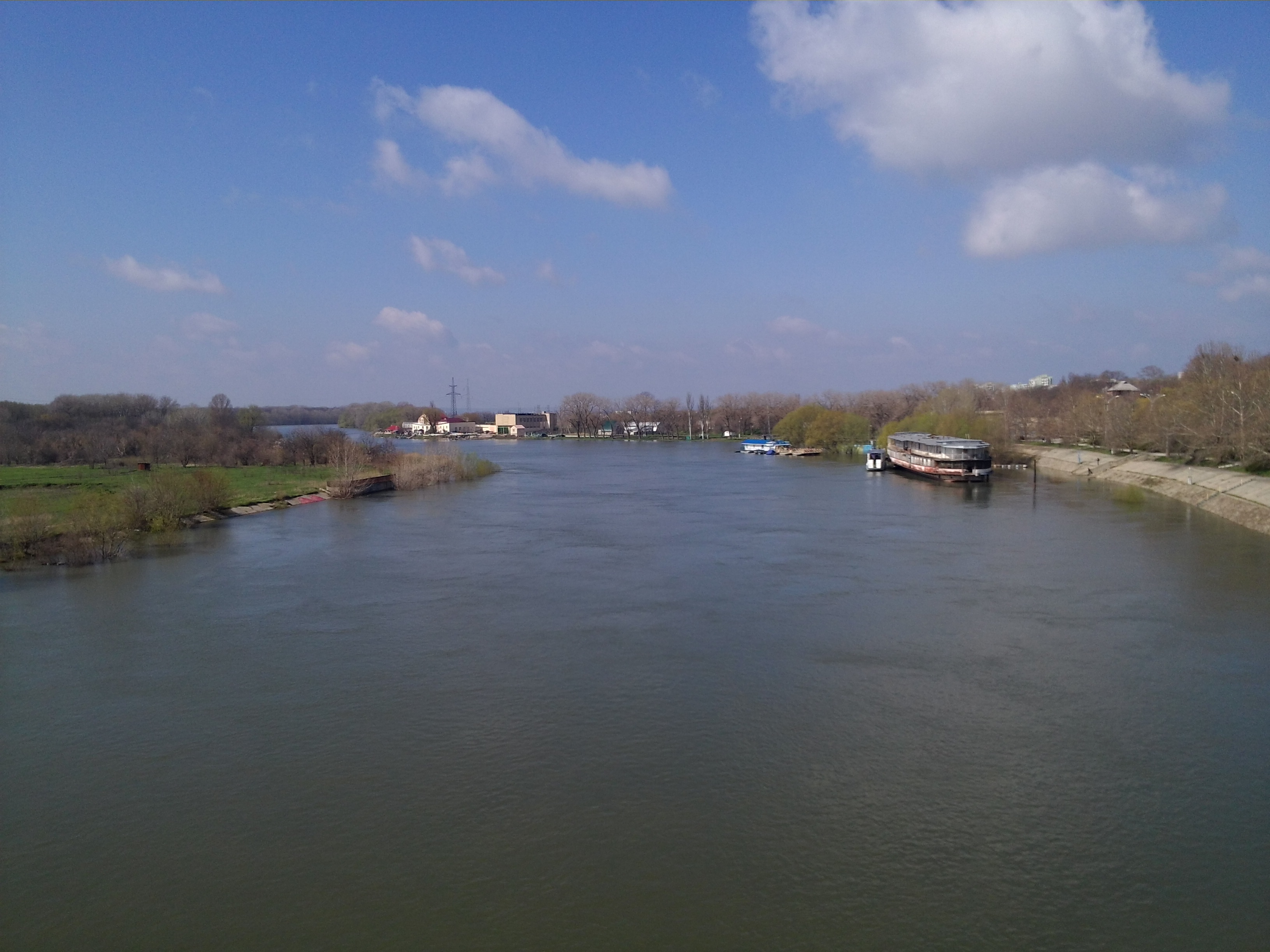
Река Днестр

14 апреля 1944 года подразделения 986-го стрелкового полка под сильным артиллерийским огнём противника форсировали Днестр в двух километрах северо-западнее населённого пункта Варница Молдавской ССР. Стремясь ликвидировать советский плацдарм, немцы утром 15 апреля бросили в бой крупные силы пехоты. Пулемётчик Баймухаметов, проявив хладнокровие и выдержку, подпустил вражеские цепи на близкое расстояние, после чего открыл шквальный огонь почти в упор. Огнём из пулемёта он истребил более 20 вражеских солдат. Однако одурманенные алкоголем немцы продолжали упорно наседать на позиции 1-го стрелкового батальона. Дело дошло до рукопашной, в ходе которой Губай Яндовлетович продемонстрировал хорошее владение приёмами рукопашного боя и лично уничтожил двух солдат неприятеля. Только в течение одного дня батальон отразил 8 контратак превосходящих сил противника, чему в немалой степени способствовала умелая боевая работа пулемётчика Баймухаметова. Приказом от 7 августа 1944 года Губай Яндовлетович был награждён орденом Славы 3-й степени (№ 65908).

### Орден Славы II степени
20 августа 1944 года с удержанных на Днестре плацдармов части 230-й стрелковой дивизии перешли в наступление в рамках Ясско-Кишинёвской операции. В ходе окружения и ликвидации немецкой группировки восточнее Кишинёва 986-й стрелковый полк под командованием майора А. И. Смыкова освободил 9 населённых пунктов и захватил в плен 1070 солдат и офицеров противника. После завершения операции дивизия в составе 5-й ударной армии была переброшена на 1-й Белорусский фронт. 14 января 1945 года началась Варшавско-Познанская фронтовая операция, составная часть Висло-Одерского стратегического плана. В течение дня части 5-й ударной армии прорвали оборону немцев на Магнушевском плацдарме южнее Варшавы, и в образовавшийся прорыв 15 января был брошен 986-й стрелковый полк. В ходе стремительного наступления стрелок 1-й стрелковой роты красноармеец Г. Я. Баймухаметов неоднократно вступал в бой, опрокидывая и уничтожая заслоны врага. 27 января 1945 года Губай Яндовлетович в составе своего полка пересёк государственную границу Германии, а 1 февраля один из первых форсировал Одер у населённого пункта Целлин. В период со 2 по 5 февраля 1945 года он в составе своего подразделения участвовал в отражении 18 контратак противника, чем способствовал удержанию плацдарма. 25 февраля немцы подтянули свежие силы и после мощной артиллерийской подготовки вновь предприняли попытку отбросить советские войска за Одер. В ходе ожесточённого боя красноармеец Баймухаметов, действуя смело и решительно, не отступил ни на шаг, и ведя бой с превосходящим по силе противником, в упор расстреливал его из автомата, уничтожив при этом 17 вражеских солдат и двух офицеров. За доблесть и мужество, проявленные в бою, приказом от 13 апреля 1945 года Г. Я. Баймухаметов был награждён орденом Славы 2-й степени (№ 25136).

### Орден Славы I степени
Плацдарм на Одере, который стойко удерживали подразделения 230-й стрелковой дивизии, после объединения с другими плацдармами получил название Кюстринского и сыграл важную роль в решающем наступлении на Берлин. Берлинскую операцию 14 апреля 1945 года 986-й стрелковый полк начал с разведки боем, в результате которой добился значительных успехов. Подразделения полка взяли опорный пункт немцев Гизхов-Мерин-Грабен и овладели станцией Ной-Барним, таким образом прорвав сильно укреплённую полосу обороны противника. В образовавшуюся брешь командование 5-й ударной армии немедленно ввело несколько подвижных соединений, вместе с которыми полк устремился к Берлину. Красноармеец Г. Я. Баймухаметов участвовал в штурме предместий столицы Германии — Марцана, Каульсдорфа и Карлсхорста, в результате чего подразделение 23 апреля 1945 года вышло к реке Шпрее в районе Руммельсбурга. Немцы, окопавшись на левом берегу реки, пытались всеми средствами помешать переправе советских войск. Под шквальным огнём противника Губай Яндолетович в составе первой штурмовой группы форсировал водную преграду и первым ворвался в немецкие траншеи. В бою за плацдарм он подавил гранатами вражеский ДЗОТ и уничтожил около десяти солдат противника. На захваченный штурмовой группой плацдарм быстро переправились остальные подразделения полка.
Не менее смело и решительно Г. Я. Баймухаметов действовал в уличных боях в Берлине. Выбивая засевшего на чердаках и в подвалах домов врага, ликвидируя засады фаустников и штурмуя баррикады, он лично истребил 7 немецких солдат и ещё 7 взял в плен, трофейными фаустпатронами подбил два «Тигра». Боевой путь Губай Яндовлетович завершил 2 мая 1945 года недалеко от центральных кварталов города. За отличие в Берлинской операции и во время штурма Берлина указом Президиума Верховного Совета СССР от 15 мая 1946 года красноармеец Г. Я. Баймухаметов был удостоен ордена Славы 1-й степени (№ 1006).

### После войны
После окончания Великой Отечественной войны Г. Я. Баймухаметов продолжал службу в армии. Служил под Одессой. Демобилизовавшись в марте 1949 года в звании старшего сержанта, остался в Одесской области. Жил в селе Никомавровка Ширяевского района. Работал шофёром в колхозе «Авангард» и водителем Затишанской автотранспортной конторы облпотребсоюза. В 1965 году ему было присвоено воинское звание старшины запаса. Умер Губай Яндовлетович 20 мая 1989 года. Похоронен на кладбище села Саханское Ширяевского района Одесской области Украины.

## Награды
- Орден Отечественной войны 1-й степени (11.03.1985)[16];
- орден Славы 1-й степени (15.05.1946)[2];
- орден Славы 2-й степени (13.04.1945)[8];
- орден Славы 3-й степени (07.08.1944)[7];
- медали, в том числе:
  - «За победу над Германией в Великой Отечественной войне 1941-1945 гг.»;
  - «За взятие Берлина»;
  - «За освобождение Варшавы»;
  - «Ветеран труда».

## Память
- Имя Г. Я. Баймухаметова увековечено на стеле Героев на Театральной площади в городе Одессе[17].

## Документы
- Общедоступный электронный банк документов «Подвиг Народа в Великой Отечественной войне 1941—1945 гг.» Архивировано из оригинала 13 марта 2012 года. Номера в базе данных:

Орден Отечественной войны 1-й степени (архивный реквизит 1510649833). Дата обращения: 13 марта 2014. Архивировано 13 марта 2014 года.
Орден Славы 2-й степени (архивный реквизит 25699440). Дата обращения: 13 марта 2014. Архивировано 13 марта 2014 года.
Орден Славы 3-й степени (архивный реквизит 41276112). Дата обращения: 13 марта 2014. Архивировано 13 марта 2014 года.